# Овандо Кандиа, Альфредо
Альфредо Овандо Кандиа (исп. Alfredo Ovando Candia; 5 апреля 1918, Кобиха, департамент Пандо, Боливия — 24 января 1982, Ла-Пас, Боливия) — боливийский политический и военный деятель. Генерал. Начальник генерального штаба армии Боливии, главнокомандующий вооруженными силами Боливии, Президент Республики Боливия в 1969—1970 годах.

## Биография
Альфредо Овандо Кандиа родился 5 апреля 1918 года в Кобиха, департамент Пандо, Боливия в семье Максимо Овандо и Мерседес Кандиа. Получил образование в столичном колледже «Аякучо» и в военном колледже, который окончил с отличием. В 1934 — 1935 году в составе боливийской армии участвовал в Чакской войне против Парагвая. В 1936 году поступил в Военную академию, после окончания которой в 1939 году занимал различные посты в боливийской армии, преподавал в военном колледже, где получил научное звание профессора.
В апреле 1952 года Овандо поддержал всеобщее восстание, которое привело к власти партию Националистическое революционное движение. Руководил воссозданием уничтоженных в апрельских боях вооруженных сил страны, в том же году получил звание дивизионного генерала. Занимал пост начальника генерального штаба вооруженных сил, а с 1962 года — главнокомандующего вооруженными силами Боливии.

### В борьбе за власть
Когда 3 ноября 1964 года в городе Кочабамба восстала против непопулярного президента Виктора Пас Эстенссоро 7-я дивизия и её поддержали другие воинские части, Овандо Кандиа потребовал от президента покинуть пост. На следующий день Виктор Пас вылетел в Перу, а генерал Овандо принял руководство военной правительственной хунтой. Однако на власть претендовал и бывший вице-президент генерал Рене Баррьетос, бывший влиятельной политической фигурой. 5 ноября Альфредо Овандо назначил его сопрезидентом хунты, на следующий день они аннулировали Конституцию 1961 года и восстановили действие Конституции 1945 года с поправками 1947 года. Ситуация складывалась так, что обладавший политическим опытом Баррьентос контролировал только Военно-воздушные силы Боливии, а генерал Овандо, ранее не связанный с политикой, — всю сухопутную армию страны. Так как никто из них не мог одержать верх, а Альфредо Овандо власть уступать не собирался, генералам пришлось идти на компромиссы. 31 декабря 1965 года хунта объявила о проведении в июле следующего года всеобщих выборов, на которых правительственным кандидатом должен был выступить Рене Баррьентос.

### Временный президент
4 января 1966 года генерал Овандо занял пост временного президента страны. На этом посту Альфредо Овандо гарантировал победу Баррьентоса на выборах 3 июля 1966 года. В преддверии выборов он ввел в шахтерский центр г. Оруро 2-ю пехотную дивизию, а в сельскую местность были направлены мобильные отряды правительственного блока Боливийский революционный фронт и Боливийской социалистической фаланги. Международные наблюдатели отметили массу серьёзных злоупотреблений — уничтожение бюллетеней, запугивание избирателей, фальсификацию результатов голосования. Таким образом Генерал Рене Баррьентос получил большинство голосов, и Овандо 6 августа 1966 года передал ему власть как конституционно избранному президенту Боливии.

### Во главе армии. Эпопея Че Гевары
Уступив пост президента Баррьентосу, Альфредо Овандо остался главнокомандующим вооруженными силами Боливии. Соперничество двух лидеров Боливии продолжилось и при таком распределении постов — боливийская пресса открыто писала, что генерал Овандо недоволен положением дел и в любой момент может устранить Баррьентоса. Начальник генерального штаба армии полковник Маркос Васкес Семпертеги выступил с заявлением, что в случае захвата власти генералом Овандо он выступит против него. Через некоторое время Овандо сместил Васкеса с его поста и назначил новым начальником генерального штаба генерал-майора Хуана Хосе Торреса .
Однако вскоре разногласия Овандо и Баррьентоса отошли на второй план. 23 марта 1967 года отряд Эрнесто Че Гевары — Армия национального освобождения — совершил первую боевую операцию против правительственной армии, убив 6 и взяв в плен 14 военнослужащих. Из штаба 4-й дивизии в Камири об этом сообщили начальнику генерального штаба Торресу, а тот доложил Овандо и начальнику военной разведки Федерико Аране. Генерал Овандо как главнокомандующий взял на себя руководство операциями против партизан, бросив на поиски отряда 4-ю дивизию (штаб в Камири) и 8-ю дивизию (штаб в Санта-Крус) боливийской армии.
10 апреля отряд Че Гевары вновь вступил в бой с армией, атаковав из засады две войсковые колонны. Боливийская армия потеряла 10 человек убитыми и 30 пленными. Следующие успешные нападения партизан на армейские части состоялись 8 и 30 мая , но отряд Че Гевары, разделившийся на две части и не пользовавшийся поддержкой населения, был обречен.

### «Ночь Святого Хуана»
Столкновения армии с партизанами совпали с массовым недовольством боливийских шахтеров, которые протестовали против низких зарплат, плохого питания и снабжения. В условиях начавшейся партизанской войны, о масштабах которой власти ещё не могли получить точную информацию, генерал Овандо как главнокомандующий вооруженными силами отдал армии приказ занять рудники и шахтерские поселки Катави и Сигло ХХ. В ночь на 25 июня 1967 года, известную в Боливии как «ночь Сан-Хуана», армия захватила поселки, развернув репрессии против шахтеров. Было расстреляно 20 человек, 70 человек были ранены. Генерал Овандо в заявлении от 1 июля оправдывал эту акцию тем, что шахтеры готовили нападения на казармы, а президент Баррьентос взял на себя всю ответственность за случившееся, однако это не убедило оппозицию. «Ночь Святого-Хуана» стала предметом разбирательства в Национальном конгрессе и подверглась осуждению, как политических партий, так и католической церкви. Представитель Националистического революционного движения Лэма Пелаэс назвал её «одним из самых жестоких преступлений, известных в истории страны»  .

### Овандо и Че Гевара
«Ночь Святого Хуана» не сблизила партизан Че Гевары и боливийских левых, и армия под командованием Альфредо Овандо продолжила поиск кубинцев в джунглях департаментов Чукисака и Санта-Крус. Для ликвидации отряда «Хоакина», отделившегося от отряда Че Гевары, боливийское командование разработало операцию «Парабаньо» и бросило на его поиск авиацию и части 4-й и 8-й дивизий. 31 августа отряд был уничтожен на переправе Иесо. 8 октября 1967 года в ложбине Кебрада де Юро были уничтожены и остатки отряда Че Гевары, а сам он взят в плен. На рассвете 9 октября генерал Альфредо Овандо в сопровождении полковника Хоакина Сентено Анайя и контр-адмирала Угартече прибыл в селение Игера, где содержался Че Гевара. После долгих радиопереговоров с президентом Баррьентосом они приняли решение о расстреле пленника. Придя к власти в 1969 году Альфредо Овандо будет заявлять, что ответственность за расстрел Че Гевары полностью лежит на совести Баррьентоса, и что сам он выступал против такого исхода дела.

### На пороге власти
Соперничество между президентом Баррьентосом и главнокомандующим Овандо вновь стало нарастать после того, как в августе 1968 года бывший начальник генерального штаба полковник Маркос Васкес попытался свергнуть обоих. Попытка переворота провалилась, однако Баррьентос утратил доверие к Овандо и начал формировать  «объединенные подвижные отряды по охране порядка и развития» . Их задачей Баррьентос объявил борьбу с партизанским движением, однако на деле они должны были стать гарантией его безопасности. Отношения между двумя генералами ещё более ухудшились, но они всё же пришли к соглашению, что Овандо займет пост президента после выборов 1970 года.
Когда 27 апреля 1969 года вертолет президента Баррьентоса при неясных обстоятельствах разбился при взлете с аэродрома в Кочабамбе, генерал Овандо находился в Вашингтоне (США) по приглашению генерала Уильяма Уэстморленда. Он немедленно прервал визит и вернулся в Ла-Пас, но к присяге в качестве президента уже был приведен гражданский вице-президент Луис Адольфо Силес Салинас. Это вызвало нескрываемое недовольство Овандо, который заявил, что если Силес отойдет от «революционного курса», то он сместит президента.
В начале мая 1969 года, после двух недель конфликта Силеса и Овандо, оба встретились за «дружеским ужином» и договорились. После этого военное командование распространило заявление, в котором выражалась поддержка новому президенту, а Силес Салинас провел пресс-конференцию и заявил, что не стоит более касаться этого «неприятного эпизода». Однако перемирие было шатким. 21 июля 1969 года журнал «Newsweek» отмечал, что в руководстве боливийской армии очень много недовольных политикой президента Силеса, и они хотели бы заменить его на Овандо. В те же дни началась подготовка к новым выборам, и генерал Овандо был назван будущим кандидатом в президенты. Но и нового кандидата поддерживали не все: в сентябре сторонники покойного Баррьентоса во главе с полковником Лечином составили заговор с целью смещения как Силеса Салинаса, так и Альфредо Овандо. Однако последний их опередил.

## Президент Боливии

### «Национальная революция»
26 сентября 1969 года генерал Альфредо Овандо Кандиа совершил военный переворот и решением объединенного командования трех родов войск был назначен Президентом Боливии. В послании к народу он заявил, что предлагает «народную, националистическую и революционную политику». «Нам нужна и мы требуем от имени Боливии энергичной поддержки рабочих, крестьян, студентов, средних слоев, которые так долго ждали осуществления своих чаяний и удовлетворения своих потребностей». В тот же день был опубликован «Революционный мандат вооруженных сил» , в котором говорилось: 
Развитие такой страны как Боливия, нищей и зависимой, не может базироваться только на капиталистической или социалистической основе, а должно опираться на национально-революционную модель, где сосуществуют государственная, общественная, кооперативная, муниципальная и частная собственность на средство производства», для чего необходимо «создание революционного военно-гражданского правительства, которое должно добиваться национального единства, объединения рабочих, крестьян, интеллигенции и солдат…».
До декабря 1969 года правительство Овандо ввело государственную монополию на экспорт минерального сырья, обязало экспортеров передавать государству получаемую валюту, ввело налог в 25 % на доходы горнорудных компаний США, упразднило невыгодный для страны нефтяной кодекс и отменило декрет № 07822 от ноября 1966 года, упразднявший свободу профсоюзов. Овандо заявлял о своем твердом намерении  «освободить страну от иностранного господства, длительное время осуществлявшегося в экономической, социальной, культурной и даже политической областях» . 16 октября Альфредо Овандо идал декрет № 08956, которым национализировал собственность нефтяной компании США «Боливиен галф ойл». 17 октября был объявлен «Днем национального достоинства Боливии». В первый числах ноября Овандо вывел армию из горнорудных центров и шахтерских поселков. Была легализована Коммунистическая партия Боливии . 16 ноября 1969 года Овандо восстановил дипломатические отношения с Советским Союзом и страны произвели обмен послами. Альфредо Овандо привлек в правительство молодых интеллектуалов Хосе Ортиса Меркадо, Эдгара Камачо, Оскара Бонифаса, Марсело Кирогу Санта Круса, Антонио Санчеса Лосаду. Его поддержали некоторые члены Националистического революционного движения и христианские демократы.
В одном из своих выступлений Овандо вспомнил и о Че Геваре, сказав, что тот «боролся другими средствами за идеал великой латиноамериканской родины, за который боремся и мы».

### Оппозиция справа
При этом правительство Овандо подвергалось критике самых различных политических сил. В оппозиции к режиму оказались и Социал-демократическая партия Силеса Салинаса, и Националистическое революционное движение Виктора Паса и крайне правая Боливийская социалистическая фаланга. В декабре 1969 года Боливию посетил американских сенатор Пэт Холт, который затем предоставил секретный доклад комиссии по иностранным делам Сената США. Холт утверждал, что «в Боливии наблюдается явная тенденция к созданию крайне левого, националистического и, возможно, коммунистического правительства»  и рекомендовал правительству США «убедить Овандо заменить некоторых наиболее экстремистских членов его кабинета». Позже, 14 сентября 1970 года боливийская газета «Presencia» (Ла-Пас) утверждала, что после этого доклада в Соединённых Штатах был разработан план «Холт» по дестабилизации режима генерала Овандо с помощью экономической блокады и искусственного падения мировых цен на олово. В мае 1970 года правое крыло армии добилось от Овандо ухода в отставку министра горнорудной и нефтяной промышленности Марсело Кироги Санта Круса, настаивавшего на национализации природных ресурсов Боливии. В июле правые военные во главе с командующим сухопутными силами генералом Рохелио Мирандой также добились отставки главнокомандующего вооруженными силами генерала Хуана Хосе Торреса, известного своими левыми взглядами.

### Профсоюзные конгрессы и конфликт с профсоюзами
Прошедший в апреле 1970 года XIV конгресс горняков Боливии и майский IV Национальный конгресс профсоюзов Боливии, в работе которых открыто участвовали представители левых партий, в том числе и коммунисты, впервые в своей истории провозгласили конечной целью своей борьбы построение в Боливии социалистического общества. Представитель Революционной партии националистических левых Хуан Лечин, пойдя на компромисс с правыми партиями, возглавил Боливийский рабочий центр. Президент Овандо и главнокомандующий армией Торрес выступили с осуждением решений обоих конгрессов и заявили, что Боливия не готова к установлению социализма. Овандо назвал позицию конгресса профсоюзов «антинациональной», а министр внутренних дел полковник Хуан Айороа выступил с прямыми угрозами в адрес профсоюзов. «Революция» генерала Овандо не получила признания в профсоюзной среде, а правительство Овандо теперь не могло рассчитывать на поддержку профсоюзов, обладавших огромным влиянием.

### «Университетская революция»
Одновременно нарастало давление на правительство слева. В стране развернулась так называемая «Университетская революция». Если почти половина ректоров университетов Боливии придерживались умеренных левых взглядов, то основная масса студентов находилась под влиянием крайне левых организаций — Левого революционного движения, Революционной христианско-демократической партии, троцкистской Революционной рабочей партии и созданной последователями идей Мао Цзэдуна «параллельной» Компартии Боливии. В июне 1970 года, после убийства студенческих лидеров Дженни Келлер и Эльмо Каталана по университетам страны прокатились студенческие волнения и многие студенческие вожаки призывали к вооруженной борьбе против правительства. Сам президент выступил со специальным заявлением, обвиняя анархистов в попытке создать условия для его свержения. В июле вооруженные отряды Боливийской социалистической фаланги с согласия армии захватили столичный университет, и удерживали его целую неделю. Одновременно правые круги армии добились от Альфредо Овандо отставки левонастроенного министра информации Альберто Байлея.

### Армия национального освобождения. Призрак Че Гевары
Не успела спасть волна «Студенческой революции», как в июле 1970 года возобновила партизанские действия основанная Че Геварой Армия национального освобождения во главе с Чато Передо. Партизаны захватили поселок Теопонте и взяли в заложники несколько специалистов из Федеративной Республики Германии. В обмен на них АНО потребовала выдачи всех захваченных при Баррьентосе соратников Че Гевары. Альфредо Овандо ввел в стране чрезвычайное положение, снова бросил армию на подавление повстанческих очагов и объявил военной зоной три провинции. В августе партизанское движение, в котором участвовали около 100 человек, в основном студентов из левого крыла Христианско-демократической партии, было подавлено, 40 пленных были расстреляны.

### Конфликт в вооруженных силах и свержение Овандо
Овандо лишался поддержки — левонационалистические круги считали его диктатором и убийцей Че Гевары, а армейские офицеры, воевавшие с партизанами Че Гевары, — просто предателем. Командующий сухопутными войсками генерал Рохелио Миранда и правые партии в августе 1970 года начали кампанию с требованиями отказа от левых лозунгов и жесткого наведения в стране установленного порядка. Одновременно Миранда и отправленный в отставку генерал Торрес устроили в печати дискуссию, излагая свои взгляды на ситуацию и на роль армии. Министр внутренних дел полковник Айороа закрыл пользовавшуюся левой репутацией газету «La Prensa». В начале сентября правые организации Конфедерация национальной обороны, Антикоммунистическая лига, Гражданская революционная гвардия и Союз ветеранов войны в Чако при поддержке МВД провели в Ла-Пасе манифестацию с протестом против «кастро-коммунизма» и нашли некоторую поддержку населения. В ответ левые начали создавать комитеты защиты революции. Овандо бросил полицию и армию против левых демонстрантов в Ла-Пасе, Оруро, Кочабамбе и Санта-Крусе, что привело к кровопролитию. Он ввел закон, позволявший выслать из страны в 24 часа любого иностранца, уличенного в «антиправительственной» деятельности. Голодовка протеста теперь квалифицировалась как уголовное преступление. На основании этого закона власти арестовали и выслали из страны даже группу католических священников.
Но и эти меры не укрепили режим генерала Овандо. 14 сентября бывший министр информации Альберто Байлей заявил в газете «Presencia», что ЦРУ США готовит в стране переворот. 25 сентября дошло до того, что газеты опубликовали обращение отставных генералов и высших офицеров с требованием смещения Овандо и возврата к демократическому правлению. Президент созвал экстренное закрытое совещание командования армией и подал в отставку, но её не приняли. 4 октября, когда Альфредо Овандо совершал поездку в Санта-Крус, командующий сухопутными силами генерал Рохелио Миранда заявил о неподчинении президенту и потребовал его ухода. Альфредо Овандо на этот раз не захотел сдаваться, вернулся в столицу и сместил Миранду с его поста. Двухдневные переговоры не дали результатов — в стране назревал вооруженный конфликт между двумя армейскими группировками.
6 октября 1970 года министр информации Карлос Карраско заявил, что президент Альфредо Овандо Кандиа подал в отставку, чтобы избежать кровавого столкновения.

## После свержения
Отставка генерала Овандо, который укрылся в посольстве Аргентины, не предотвратила кровопролитных боев с применением танков и авиации. Через некоторое время пришедший к власти генерал Хуан Хосе Торрес назначил бывшего президента послом в Испании. Но уже в 1971 году правительство Торреса возбудило против Альфредо Овандо дело по обвинению в организации убийства президента Рене Баррьентоса. Овандо, находившийся в Испании отказался вернуться в Боливию, чтобы предстать перед судом и сложил с себя полномочия посла в Мадриде. Когда Торрес был свергнут, уже правительство нового президента Уго Бансера обвинило Овандо в финансовых злоупотреблениях и тот остался жить в эмиграции.

## Последние годы
Альфредо Овандо вернулся в Боливию в 1978 году и выступил в поддержку предвыборного блока левых партий — Фронта демократического и народного единства (исп. Frente de Union Democratica Popular) Эрнана Силеса Суасо. Он осудил переворот 1980 года, отрезавший Эрнану Силесу, победившему на выборах, путь к власти.
Альфредо Овандо Кандиа скончался 24 января 1982 года в Ла-Пасе от болезни желудка. The New York Times, сообщившая 26 января 1982 года о его смерти в короткой статье, прежде всего упомянула его роль в разгроме отряда Эрнесто Че Гевары и его убийстве.
Через десять месяцев военные добровольно передали власть Эрнану Силесу Суасо, в поддержку которого выступал Альфредо Овандо.

## Семья
Альфредо Овандо Кандиа был женат на Эльсе Элене Омисте Варрон (Elsa Elena Omiste Barrón), у них был единственный сын, Марсело Овандо Омисте (Marcelo Ovando Omiste).